# Prêt à taux zéro en France
Pour les articles homonymes, voir PTZ.
Le prêt à taux zéro (PTZ) est, en France, un prêt bancaire ayant pour objectif de favoriser l'octroi de prêts aux ménages moins favorisés. Le but de ces prêts est de favoriser l'accession à la propriété, ainsi que la rénovation énergétique (éco-prêt à taux zéro ou éco-PTZ). Il est compatible avec le Bail réel solidaire.
Le taux d'intérêt de ces prêts est équivalent à 0 % pour le consommateur, le coût des intérêts non perçus par les banques étant remboursés par l'État sous la forme d'un crédit d'impôt.
Les prêts à taux zéro sont notamment cadrés par le code de la construction et de l'habitation (CCH) et le Code général des impôts (CGI), et leur mise en place effective est assurée par la Société de gestion des financements et de la garantie de l’accession sociale à la propriété (SGFGAS), qui effectue l'intermédiaire entre les banques participant au dispositif et l'État.

## Origine et histoire
En 1995, l'initiative nait de Pierre-André Périssol, ministre du logement dans le  gouvernement français d'Alain Juppé. Elle visait originellement à aider les Français aux revenus modestes à devenir "primo-accédants à la propriété" (propriétaires pour la première fois de leur résidence principale).
Accompagnant obligatoirement un prêt bancaire dit prêt principal, le prêt à taux zéro est très souvent pris en compte comme apport personnel par les banques.
La loi de finance de 2005 a introduit un nouveau dispositif renforçant très fortement le PTZ en permettant aux ménages d’acquérir un logement neuf ou ancien sans condition de travaux. L’ouverture à l’ancien du prêt à taux zéro, sans conditions de travaux, cherche à favoriser l’accession à la propriété dans les agglomérations où l’offre de logements neufs est limitée et le marché locatif très tendu.
En février 2006, les plafonds de ressources ont été réévalués pour la zone A.
En 2014, le PTZ est renforcé (au 1er octobre 2014) pour favoriser l’accession à la propriété, supposée être un facteur de relance de la construction.
En 2015, pour revitaliser plusieurs milliers de centres bourgs, la ministre du Logement ouvre le PTZ à certains territoires ruraux, et publie une nouvelle carte de 6000 communes rurales éligibles au PTZ (pour l’achat de logements anciens à réhabiliter, à partir de 2015, les travaux d’amélioration devant compter pour au moins 25 % du coût total de l’opération). Les communes ont été choisies selon leur niveau de services et d'équipements, ainsi que leur potentiel de logements à réhabiliter pouvant être remis sur le marché.
Le PTZ a été reconduit à la fin de l'année 2017 mais réservé qu'à certains territoires où les demandes de logement sont plus nombreuses que les offres.
Le PTZ est maintenu tel quel pour une période de 4 ans pour les zones A bis, A et B1 qui sont les zones les plus tendues pour le neuf mais pas dans l'ancien avec travaux.
2018 : Pour les zones périurbaines et rurales, à savoir B2 et C, ce prêt immobilier pour l’achat d’un logement neuf est maintenu pour seulement 2 ans. La part empruntable est ramenée à 20% contre 40% auparavant. Dans l’ancien, il est reconduit pour une période de 4 ans[réf. souhaitée]. Ces dispositions sont par ailleurs maintenues en l'état en 2019 et sont applicables à tous les prêts contractés jusqu'à la fin de cette année.
Jusqu'en 2021, le principe de PTZ pour le neuf sera maintenu dans les zones en tension A, A bis et B1. Une mission gouvernementale indique qu'il serait judicieux de ne pas le prolonger après cette date. L'avenir du Prêt à Taux Zéro est donc pour le moins incertain.
La Fédération Française du bâtiment estime que cette mesure réduit la solvabilité des primo-accédants et réduit les carnets de commandes de la profession.
En novembre 2021, Emmanuelle Wargon, ministre du Logement, a annoncé le prolongement du PTZ jusqu'à fin 2023, toujours avec les mêmes conditions pour l'obtenir.
En Octobre 2023, le PTZ est de nouveau prolongé jusqu'en 2027 dans le cadre de l'adoption du budget 2024. Les conditions de l'éco-PTZ à la rénovation globale est également assouplies, permettant d'emprunter jusqu'à 50000 euros, et simplifiant l'accès au PTZ par les copropriétés,. Il prévoit également que le "prêt avance mutation" devient un prêt à taux zero.

## Conditions d'accession au prêt
Puisqu'il s'agit d'un prêt d'accession à la propriété immobilière, le prêt est en principe ouvert aux personnes qui ne sont pas déjà propriétaires. Le demandeur doit pouvoir certifier n'avoir pas été propriétaire de sa maison durant les deux dernières années.
Cependant, cette règle est soumise à des exceptions :
- Dans une situation de handicap ;
- En cas de catastrophe naturelle qui a rendu l'habitation inhabitable.

L'obtention d'un PTZ est également soumise à des conditions de revenus, qui sont indiquées en détail sur le site du Service public. La somme accordée pour ce prêt est fonction du revenu fiscal de l'emprunteur (justifié obligatoirement par son avis d'imposition), et du lieu où se situe son achat immobilier.

### Fiscalité
Au sens fiscal, le prêt à taux zéro est une « avance remboursable ne portant pas d'intérêt » et doit de ce fait être déclaré aux services fiscaux par l'établissement de crédit (banque, courtiers en prêt immobilier).
La participation de l'État se fait par un crédit d'impôt à l'établissement de crédit, égal au montant des intérêts non perçus.
L'établissement de crédit déclare également tout remboursement partiel ou total du prêt à taux zéro, ainsi que le non-respect par le client des conditions d'octroi du prêt (avis d'imposition non conforme), des conditions relatives à l'affectation du logement à titre de résidence principale et des conditions minimales de surface et d'habitabilité.

## Prêt à taux zéro plus
Dans le cadre de la loi de finance de 2011, le nouveau PTZ plus (ou PTZ+) complète, à partir de janvier 2011 le dispositif antérieur, avec des plafonds rehaussés, des pourcentages (du montant de l’opération) variant selon le lieu géographique et la performance énergétique, pour encourager la rénovation d'anciens logements avant leur revente, et encourager les primo-accédant et la construction de logements dans les régions qui en manquent le plus. Il concerne le neuf et l'ancien en fusionnant 3 mesures : le PTZ, le Pass Foncier et le crédit d’impôt (déductibilité des intérêts d’emprunt). Le prêt est plus important pour les logements BBC (ex : 40 % contre 20 % antérieurement), dans la limite de 312 000 euros (contre 137 000 euros antérieurement). Selon l'étude d'impact annexée au décret d’application (Journal officiel), le coût budgétaire du PTZ+ sera de 1,95 milliard d'euros pour 2011, et 2,6 milliards/an. Selon Benoist Apparu, 57 % des Français sont propriétaires», le PTZ+ vise à aider environ 380 000 bénéficiaires. Pour limiter son coût à 800 millions par an, l'Assemblée Nationale décide de recentrer le dispositif sur le seul logement neuf. Alors que le Sénat rétablissait par la suite le PTZ+ dans les logements anciens, la commission des finances de l'Assemblée Nationale décidait de réintroduire le texte voté en première lecture, en y ajoutant toutefois un amendement permettant aux acquéreurs de logements HLM de bénéficier malgré tout du dispositif.

## L'éco-PTZ
Créé en 2009 à la suite du Grenelle de l'environnement, le prêt éco-PTZ vise à encourager la rénovation énergétique de logements anciens afin d'améliorer leur performance énergétique, et ainsi de diminuer la facture énergétique des logements et les émissions de gaz à effet de serre de la France. Censé se clore fin 2013, le dispositif est prolongé en 2014.  

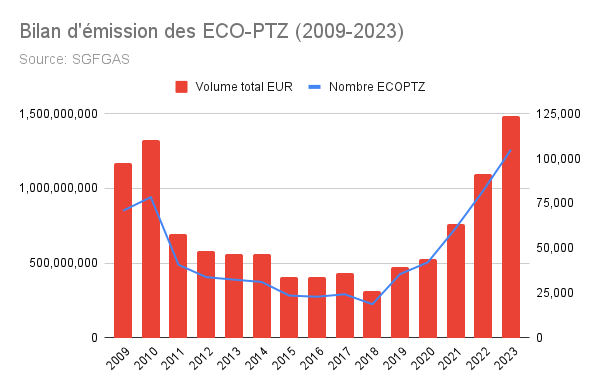

L'objectif gouvernemental initial était de 100 000 éco-PTZ accordés annuellement. Or, depuis 2009, environ 45,000 prêts sont émis en moyenne chaque année. En 2020, seulement 42 107 éco PTZ ont été émis par les banques, dont seulement 0,5 % sont des prêts pour des travaux dits de "performance énergétique globale".  
Le manque d'attrait de l'éco PTZ serait limité par les règles prudentielles fixées par le Haut Conseil de Stabilité Financière. 

### Conditions d'éligibilité
Il est ouvert (sans condition de ressources) aux « propriétaires de logement construit avant 1990 », occupé comme résidence principale (par le propriétaire ou par un locataire) et aussi aux syndicats de copropriétaires « pour des travaux sur les parties et équipements communs (chaudière collective par exemple) et les parties privatives s'ils sont d'intérêt collectif (fenêtres par exemple) ». 
Le logement bénéficiant d'un éco-PTZ ne pourra pas être transformé en local commercial ou professionnel, ni loué saisonnièrement, ni utilisé comme résidence secondaire tant que l'éco-PTZ n'est pas totalement remboursé.
Depuis 2022, les démarches permettant de cumuler l'éco-PTZ et MaPrimeRenov' sont simplifiées. Le montant maximal de l'éco-PTZ est également relevé de 30 000 euros à 50 000 euros pour les travaux dits de "performance énergétique globale", avec une échéance de remboursement allant jusqu'à 20 ans.

### Périmètre des travaux couverts
En décembre 2014, un arrêté interministériel modifie l'arrêté du 30 mars 2009 en reprécisant la nature et les caractéristiques techniques des travaux d'économie d'énergie éligibles à l'éco-PTZ ; cet arrêté rapproche les critères techniques d'éligibilité de l'éco-PTZ de ceux du crédit d'impôt développement durable (CIDD).
En 2015, son périmètre (types de travaux éligibles) a été précisé par 4 textes parus au Journal officiel. L'attestation de la conformité des travaux (qui relevait jusqu'alors des banques) est à cette occasion et par décret transférée aux entreprises, car les banques se jugeaient incompétentes dans ce domaine, ce qui les rendait réticentes à accorder ce type de prêts. Le décret liste les sanctions administratives pour les entreprises qui ne rempliraient pas leurs obligations et, pour encourager la rénovation thermique des copropriétés, il ajoute une application pour « l'éco-PTZ copropriétés » d'une rémunération supérieure à celle applicable aux éco-PTZ attribués aux personnes physiques", ajoute le ministère du Logement.
Les travaux éligibles incluent l'isolation thermique des toitures, des murs, des parois vitrées et des portes donnant sur l'extérieur, les travaux relatifs à des systèmes de chauffage ou de production d'eau chaude sanitaire performants ou utilisant une source d'énergie renouvelable (EnR).
Un décret rend aussi éligible (à compter du 1er janvier 2015) à l'éco-PTZ les travaux « induits » (travaux « indissociablement liés aux travaux d'économie d'énergie »).
Il est à noter que l'éco-PTZ est aussi disponible pour la rénovation des installations d'assainissement non collectif, mais seulement pour des dispositifs écologiques, dont le fonctionnement ne nécessite pas d'électricité, comme le filtre compact ou les filières traditionnelles. Les micro-stations d'épuration sont donc exclues du dispositif. L'assainissement non collectif est en effet un véritable enjeu de santé publique, car il concerne 5 millions de logements, soit l'équivalent de 12 millions d'habitants sur le territoire hexagonal. Le rejet dans la nature d'eaux usées non épurées peut mener à des catastrophes sanitaires comme l'épidémie de choléra en Haïti.

## Critiques
Comme le reste des aides à l'accession à la propriété, il est accusé de nourrir la hausse des prix de l'immobilier. Pour Henry Buzy-Cazaux, président de l'École supérieures des professions immobilières, « le nouveau prêt à taux zéro risque d’entretenir la hausse des prix sur Paris et les capitales régionales ». Pour l'économiste Jacques Garello, en nourrissant un faux sentiment de gratuité, « il provoque de fausses décisions » et biaise le fonctionnement du marché immobilier. En outre, il estime injuste que ce soit au bout du compte la collectivité qui paie pour permettre à quelques-uns de devenir propriétaires : « Il y a forcément quelqu'un qui paie l’équivalent de l’intérêt dont l’emprunteur est exonéré. Et ce quelqu’un, c’est le contribuable. »
De l'avis de certains bénéficiaires du prêt à taux zéro, le PTZ bénéficie surtout au banquier qui perçoit des subventions les trois premières années et qui laisse les problèmes de rachats anticipés, de dossiers mal montés et autres besoins de louer, à l'emprunteur à qui l'on peut demander de rembourser à l'état cette subvention touchée par la banque. [Par qui ?][réf. nécessaire][non neutre]